# Louise de Bettignies
Louise Marie Jeanne Henriette de Bettignies, född 15 juli 1880, död 20 oktober 1918, var en fransk spion under första världskriget. Louise de Bettignies var det sjunde barnet i en adelsfamilj med gamla anor men små tillgångar.
Hon spionerade på tyskarna, och drev ett underrättelsenätverk i Lille, efter att ha rekryterats av brittiska MI6. Under namnet Alice Dubois byggde hon upp det så kallade Alicenätverket, som involverade hundratals personer, och som kartlade tyska militäranläggningar. de Bettignies och hennes kompanjon Van Houtte smugglade sedan rapporter till Nederländerna.
Den 20 oktober 1915 tillfångatogs de Bettignies och Van Houtte i den belgiska staden Tournai. De dömdes först till döden, men fick straffen omvandlade till 27 respektive 15 års fängelse. de Bettignies var dock lungsjuk när hon greps, och den 27 september 1918 dog hon i fångenskap.